# Revolutionsdenkmal

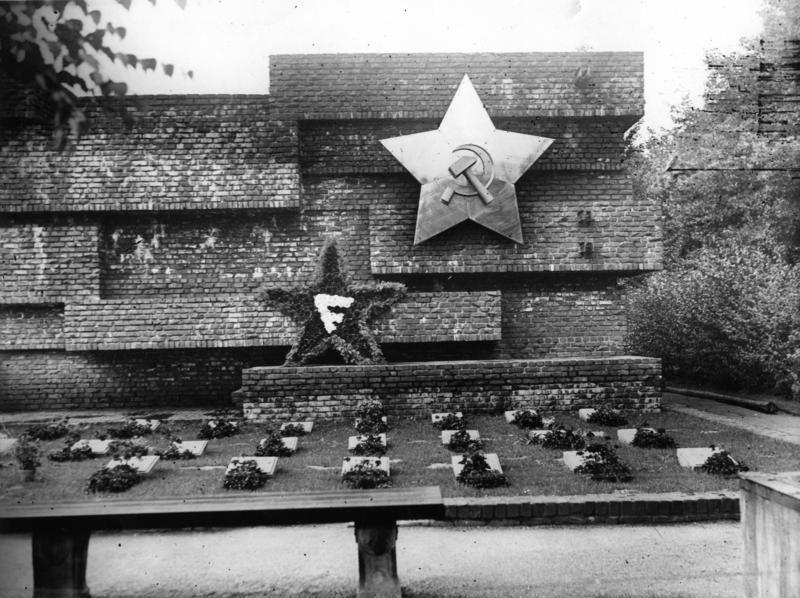
Denkmal für Karl Liebknecht und Rosa Luxemburg, Berlin-Friedrichsfelde 1926, Entwurf: Mies van der Rohe

Das Revolutionsdenkmal war ein Denk- und Mahnmal, das 1926 auf dem Zentralfriedhof Friedrichsfelde in Berlin errichtet wurde, zur Erinnerung an die 1919 ermordeten KPD-Führer Karl Liebknecht und Rosa Luxemburg sowie die Opfer der Reichstagsunruhen von 1920 und einige weitere später gestorbene Revolutionäre aus der Arbeiterbewegung. Der Bau wurde 1935 von den Nationalsozialisten bis auf sein Fundament abgetragen und nach dem Ende des Zweiten Weltkrieges nicht wiederhergestellt. An der Stelle steht seit 1982 ein Erinnerungsmal.

## Idee und Wettbewerbe

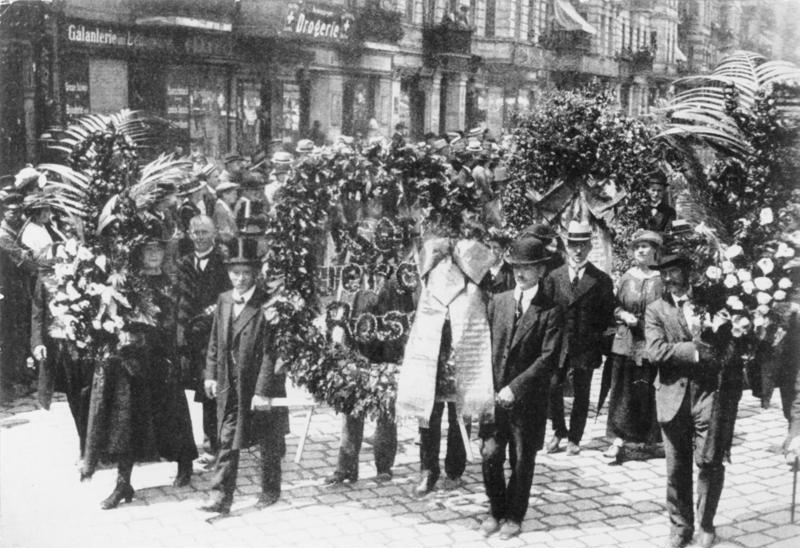
13. Juni 1919: Trauerzug zur Beisetzung von Rosa Luxemburg

Der Plan, ein angemessenes Denk- und Mahnmal zu errichten, wurde von einem eigenen Denkmalkomitee verfolgt, das sich auf Initiative von Wilhelm Pieck gebildet hatte. Dem Komitee gehörten außer Pieck als Vorsitzendem Otto Gäbel als Sekretär und Eduard Fuchs an.
Am 15. Juni 1924 erfolgte die feierliche Grundsteinlegung. Allerdings gab es noch keine klaren Vorstellungen über das Aussehen und vor allem die Finanzierung eines Denkmals. Alle Anhänger der Kommunisten wurden 1925 im Zusammenhang mit der Abhaltung eines Parteitages zu Vorschlägen aufgerufen. Als Grundidee konnte ein Entwurf von Auguste Rodin präsentiert werden, der den Namen Die Empörung trug und eine Bronzestatue (Genie de la Guerre) vor einer Mauer darstellte. Die Mauer diente als Symbol sowohl für die Niederschlagung der Pariser Kommune 1871 als auch für die Verbundenheit mit der Sowjetunion und den an der Kremlmauer in Moskau bestatteten Revolutionären. Das Denkmal wurde in dieser Form nicht verwirklicht.
Nach der Ermordung von Rosa Luxemburg und Karl Liebknecht gab es in der Sowjetunion Wettbewerbe um Denkmäler, die ein Rednerpodest vorschlugen.

## Auftragsvergabe
Stattdessen entwarf Ludwig Mies van der Rohe im Auftrag des Kunstmäzens und KPD-Funktionärs Eduard Fuchs ein „Denkmal für Karl Liebknecht und Rosa Luxemburg“ bzw. das „Revolutionsdenkmal“ mit dem wesentlichen Element einer Wand aus vorspringenden und zurückgesetzten Hartbrandziegeln, nämlich den für expressionistische Architektur typischen Oldenburger Klinkern.
Mies van der Rohe, dessen Vater Steinsetzer war, erklärte später (auch gegenüber dem McCarthy-Ausschuss), dass Fuchs ihn um den Auftrag gebeten habe, nachdem Mies einen existierenden Denkmalsentwurf als ein für Revolutionäre unpassendes „Bankiersdenkmal“ bezeichnet hatte. Mies hierzu: „One of the first houses I built was for Hugo Perls in Berlin. Mr. Perls sold his house in the early twenties to a Mr. Edward Fuchs. [...] After discussing his house problems Mr. Fuchs then said he wanted to show us something. […] It was a huge stone monument with Doric colums and medaillons of Luxemburg and Liebknecht. When I saw it I started to laugh and I told him it would be a fine monument for a banker.“
Am Entwurf und später der Bauausführung beteiligt war der Bildhauer Herbert Garbe.

## Konstruktion und Ausführung

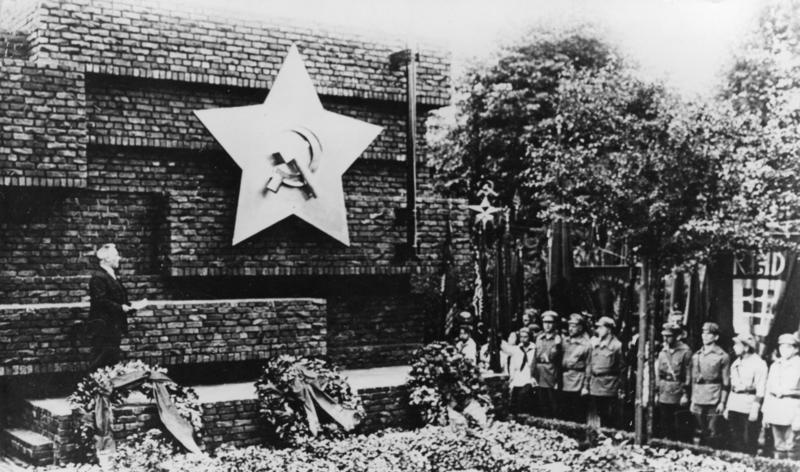
Einweihung des Denkmals durch Wilhelm Pieck im Juni 1926

Sergius Ruegenberg, damaliger Mitarbeiter von Mies, berichtete:

„Die Idee war, aus großen Blöcken ein Denkmal zu errichten. Da Beton für Mies nicht „EDEL“ genug erschien nahm er Oldenburger Klinker. (Es sollten ja zuerst Basaltblöcke werden – aber zu kostspielig.) Also entstand ein Modell vom mitarbeitenden Bildhauer (d. Name ist mir entfallen [Herbert Garbe]) in Ton angefertigt – mit viel Verrücken und Verbesserungen nach einer Kohleskizze von Mies und mit ihm zusammen! Nach dem Modell fertigte ich die Zeichnungen, die Rückseite war Spiegelsatz der Vorderseite. E. Walter fertigte Zeichnungen der Betongestalt ohne die Klinkerverkleidung, das heisst auf allen Seiten minus ca. 13 oder auch bei Bindern 25 cm (Klinkermass). Es entstand ein Rohbau aus Beton. Bei der Verschalung wurden Rundeisen an allen Ecken und Enden besonders aber für die Unterflächen der sogenannten Blöcke sorgfältig eingezeichnet. Hieran hielten sich die Klinker in den Fugen (ca. alle 2–3 Steine) fest, um nicht herunterzufallen.“

Das Denkmal wurde von Arbeitern der Bauhütte Berlin im Frühjahr 1926 errichtet und am 13. Juni 1926 – noch unfertig, weil das gesammelte Geld nicht ausgereicht hatte – enthüllt. In den folgenden Wochen konnte die Klinkerplastik am Ort der Grundsteinlegung fertiggestellt und am 11. Juli 1926 endgültig feierlich eingeweiht werden. Die Kommunisten Ernst Meyer, Paul Schwenk und Paul Scholze sowie das Mitglied des Sozialistischen Bundes Georg Ledebour hielten aus diesem Anlass Ansprachen an die Teilnehmer der Einweihungsfeier. Da sich für den KPD-Stern aus Edelstahl kein Lieferant fand, wurden fünf Rhomben bestellt und zusammenmontiert, die geplante Beschriftung „Den Toten Helden der Revolution“ und „Ich war, ich bin, ich werde sein“ hingegen nie ausgeführt. Der Fahnenmast, der auf der Bauantragszeichnung fehlte, musste 1928 auf Anordnung der Behörden wieder entfernt werden.
Bis 1933 fanden auf dem Friedhof beim Revolutionsdenkmal jährlich Aufmärsche und Gedenkfeiern zu Ehren von Liebknecht und Luxemburg (LL-Wochen) statt. Im Februar 1933 begannen Nationalsozialisten mit der Zerstörung des Mahnmals, indem zunächst der fünfzackige Stern abgerissen wurde. Er kam als Trophäe in das Revolutionsmuseum der SA-Standarte 6 in der Taubenstraße 7. Anfang des Jahres 1935 ließen die Machthaber den Bau bis auf sein Fundament abtragen und die Gräber einebnen.

## Nach der Zerstörung

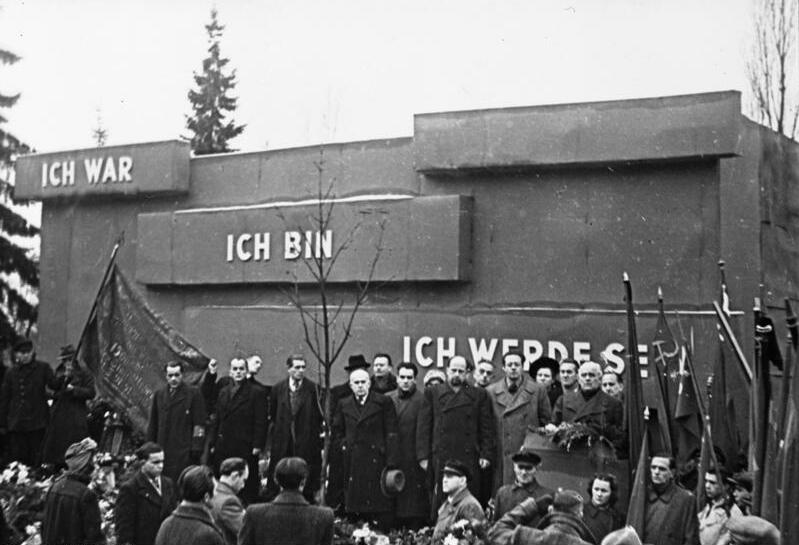
Führende Mitglieder der KPD bei der Demonstration am 13. Januar 1946 vor der Nachbildung des Denkmals

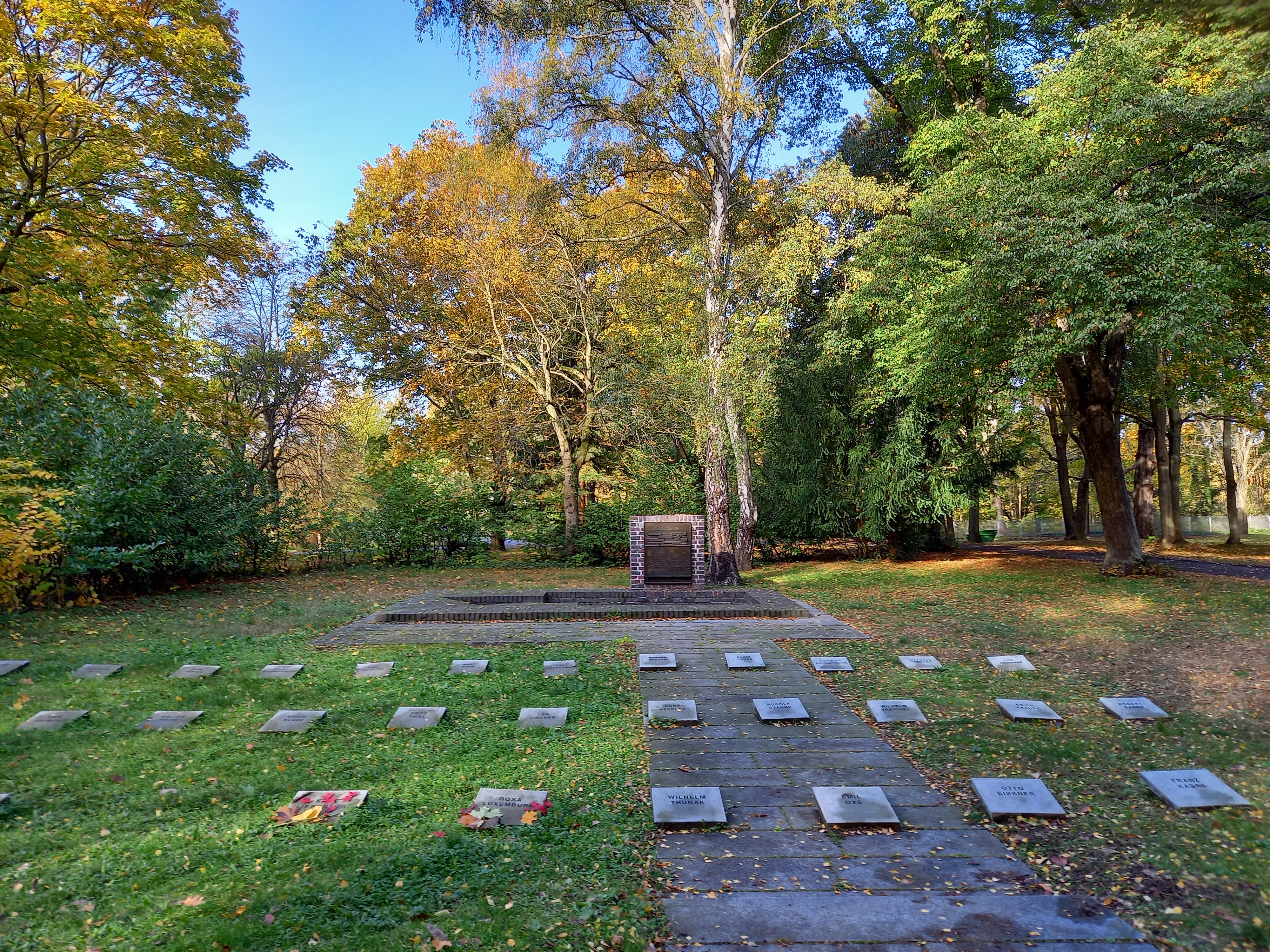
Gestaltung des Standorts des ehemaligen Revolutionsdenkmals mit temporären Grabtafeln, 2020

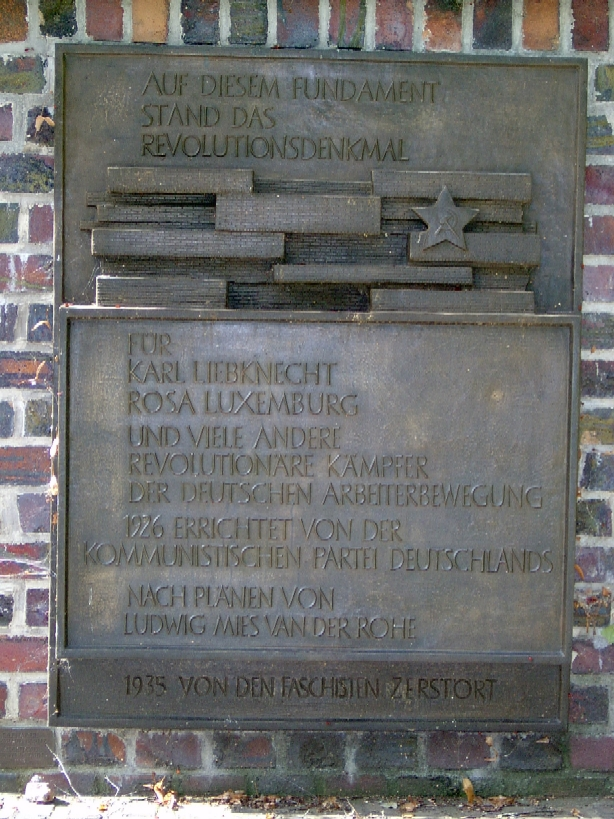
Gedenktafel (1982) für das abgerissene Revolutionsdenkmal

Nach dem Ende des Zweiten Weltkrieges lag der Friedhof in Ost-Berlin, wo das zerstörte Revolutionsdenkmal nicht wiederhergestellt wurde. Die Tradition der Gedenkmärsche und der Kundgebung wurde jedoch wiederbelebt, wozu 1946 vorübergehend eine Nachbildung des Denkmals ohne Sowjetstern aufgestellt wurde.
In West-Berlin gab es wiederholt Initiativen, das zerstörte Mahnmal dauerhaft zu rekonstruieren. Eine 1968 in West-Berlin gegründete Liebknecht-Luxemburg-Gesellschaft versuchte einige Zeit, das Mies-van-der-Rohe-Mahnmal im Tiergarten neu errichten zu lassen. Zahlreiche Unterstützer wie die Sozialdemokraten Kurt Neubauer, Walter Sickert und Geisteswissenschaftler wie Wolfgang Abendroth, Ernst Bloch oder Walter Jens schafften es jedoch nicht, eine Finanzierung zu erreichen. Auch hatte der Architekt seine Zustimmung verweigert. So wurde diese Idee nicht verwirklicht.
Unter dem Namen Aktion 507 traf sich 1968 eine Gruppe junger Berliner Architekten, Assistenten und Architekturstudenten an der Technischen Universität Berlin. Neben einer Ausstellung war eine weitere öffentliche Aktion der Gruppe eine Spendensammlung zur Rekonstruktion des Revolutionsdenkmals an einem neuen Standort am Landwehrkanal. Über eine symbolische Grundsteinlegung am Tag der Eröffnung der Neuen Nationalgalerie kam die Rekonstruktion jedoch nicht hinaus.
1980 wurde innerhalb der Serie Bauhaus eine Briefmarke der DDR mit dem Denkmal, jedoch der unpräzisen Benennung „Gedenkstätte der Sozialisten“ herausgegeben. Offenbar wurde hierdurch Aufmerksamkeit auf das noch vorhandene Fundament gelenkt, so dass dessen Nordteil wie nachfolgend beschrieben umgestaltet wurde, der Südteil jedoch entfernt wurde.
1982 wurde auf dem ursprünglichen Standort des Denkmals eine Tafel nach Entwürfen von Günther Stahn und Gerhard Thieme (Bildhauer) mit folgender Inschrift aufgestellt: AUF DIESEM FUNDAMENT STAND DAS REVOLUTIONSDENKMAL // FÜR KARL LIEBKNECHT, ROSA LUXEMBURG UND VIELE ANDERE REVOLUTIONÄRE KÄMPFER DER DEUTSCHEN ARBEITERKLASSE. 1926 ERRICHTET VON DER KOMMUNISTISCHEN PARTEI DEUTSCHLANDS NACH PLÄNEN VON LUDWIG MIES VAN DER ROHE // 1935 VON DEN FASCHISTEN ZERSTÖRT. Das Erinnerungsmal steht auf der Berliner Denkmalliste.
Jedes Jahr seit der Ermordung der beiden Revolutionsführer Liebknecht und Luxemburg (mit Ausnahme der Jahre 1934–1945) findet am zweiten Sonntag im Januar der Gedenktag der Sozialisten statt. Hierbei werden Kränze, vor allem jedoch rote Nelken an den Gräbern der Sozialisten niedergelegt. Die Staatsführung der DDR nutzte den Tag gleichzeitig für eine alljährliche Großdemonstration. 1988 zeigten Bürgerrechtler das Zitat Rosa Luxemburgs „Freiheit ist immer nur Freiheit des Andersdenkenden“ auf Transparenten, bevor sie verhaftet wurden. Die Liebknecht-Luxemburg-Demonstrationen werden seit 1990 von einem Bündnis verschiedener linksgerichteter Gruppen, Parteien und Einzelpersonen fortgesetzt.

## Diskussionen über eine mögliche Rekonstruktion
Nach 1989 wurde vielfach die Entscheidung der SED hinterfragt, das ursprüngliche Denkmal nicht wieder aufzubauen. Hierbei verstellt die eher anekdotenhafte Betrachtung in Ost- und Westdeutschland („Stararchitekt baute in Anfangszeiten sogar Denkmal für Top-Kommunisten“) den Blick auf die Feststellung, dass Mies die Entwurfsaufgabe „Revolutionsdenkmal“ ähnlich überragend gelöst hatte wie die Aufgabe Pavillon in Barcelona. Für Arthur Drexler, Direktor des New Yorker Museum of Modern Art, war die Gedenkstätte „als abstrakter Ausdruck der Unruhe unerreicht.“
Im Jahr 2004 fand aus Anlass des 80. Jahrestages der Grundsteinlegung ein Symposium zu Fragen der Entwurfs- und Zerstörungsgeschichte des Revolutionsdenkmals statt. Dabei kamen auch die Beziehung von Mies van der Rohe zur kommunistischen Arbeiterbewegung, die Archiv- und Aktenlage zum Denkmal und allgemeine Fragen der Erinnerungskultur auf die Tagesordnung. 2013 fand ein Symposium in Lichtenberg statt zur Frage der Rekonstruktion (siehe #Weblinks).
Ein maßstabsgerechtes Modell des Revolutionsdenkmals wird seit Juli 2014 in der zeitgeschichtlichen Dokumentationsausstellung zu Faschismus und Nationalsozialismus im Bozener Siegesdenkmal ausgestellt. Vom 6. Juni bis 1. August 2015 wurde der Entwurf der kroatischen Künstlerin Sanja Iveković eines modifizierter Wiederaufbaus des „Luxemburg-Liebknecht-Denkmales“ in der DAAD-Galerie ausgestellt.
Im Juni 2019 sprach sich Wita Noack, die Direktorin des Mies-van-der-Rohe-Hauses, für den Wiederaufbau des Revolutionsdenkmals aus. Lichtenberg würde dadurch nicht nur um einen Anziehungspunkt bereichert, sondern erhielte auch einen Ort zur Auseinandersetzung mit seiner wechselhaften Geschichte. „Ein guter Zeitpunkt dafür wäre der 100. Jahrestag der Enthüllung des Denkmals“, so Noack. Am 13. Juni 2019 wurde am ursprünglichen Standort eine temporäre Installation mit der Frontansicht des Denkmals der Öffentlichkeit übergeben. In diesem Zusammenhang wurden auch temporäre Grabtafeln aufgestellt, die der ursprünglichen Anordnung entsprachen und daher teilweise die in der DDR vollzogene Gestaltung des Standorts des Revolutionsdenkmals überdeckten.

## Wegbeschreibung
Vom Haupteingang der Gedenkstätte der Sozialisten aus links den westlichen asphaltierten Hauptweg bis zu dessen nördlichem Ende rechts. Da der historische Hauptweg östlich ist, war die Seite mit Stern die Ostseite.